# 土佐湾

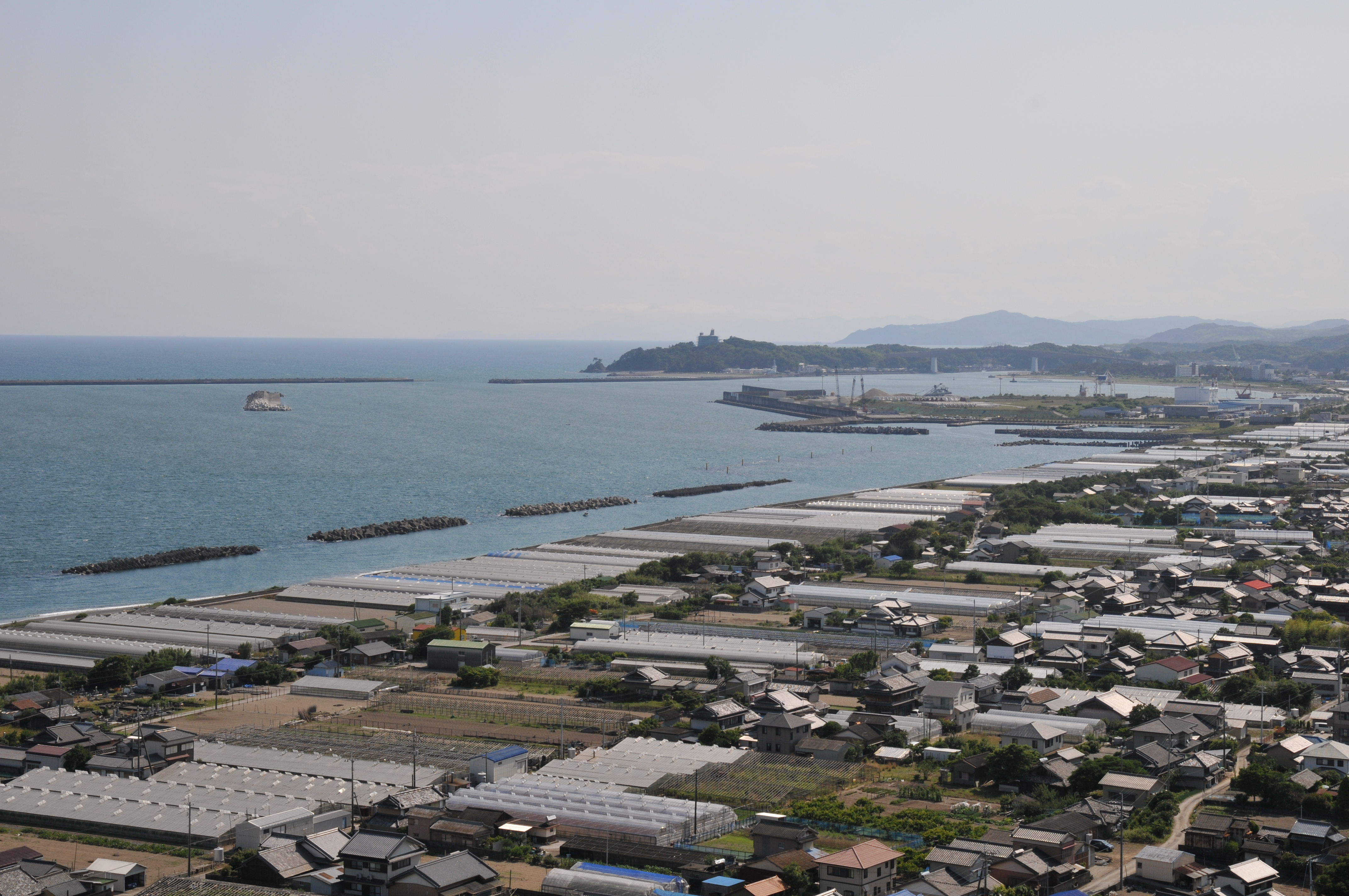
禅師峰寺より浦戸方面を望む

土佐湾（とさわん）は、高知県の湾。内側に入り組んだ形をしている。

## 地理・気候

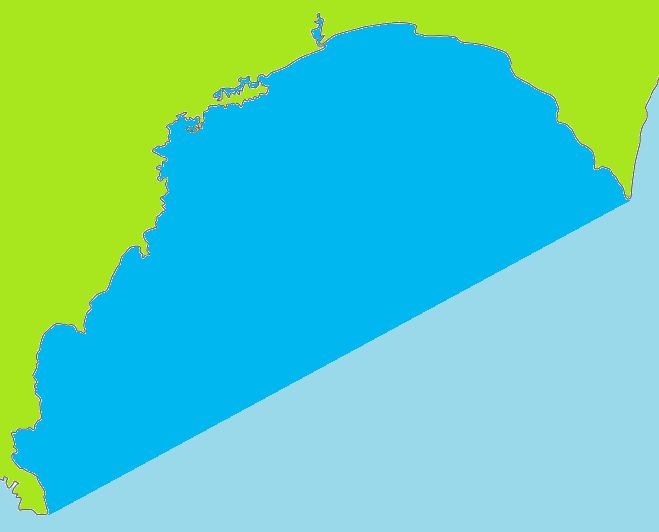
土佐湾の範囲を示した地図

室戸岬と足摺岬を結ぶ線の北側の海域。黒潮が流れ、温暖な気候に属する。夏は梅雨や台風の影響を受けるため降水量がとても多い。冬は乾燥した気候が続く。
- 主な流入河川
四万十川、仁淀川、物部川、鏡川、伊尾木川、安芸川、安田川、奈半利川など。

- 内湾
  - 浦ノ内湾
  - 須崎湾
  - 野見湾
  - 浦戸湾

## 水産資源・食糧
黒潮を生かした遠洋漁業が盛ん。特にカツオがよく取れる。温暖な気候を利用した野菜の促成栽培も盛んである。

## 災害
今後発生が見込まれている南海トラフ巨大地震の際には、土佐湾一帯の海岸に大規模な津波が到達することが予想されている。特に黒潮町では、同予測で最大19mと全国一の津波高とされており、津波避難タワーなどの整備が進められている。

## 市町村
西から、
- 土佐清水市
- 四万十市
- 幡多郡黒潮町
- 高岡郡四万十町・中土佐町
- 須崎市
- 土佐市
- 高知市
- 南国市
- 香南市
- 安芸郡芸西村
- 安芸市
- 安芸郡安田町・田野町・奈半利町
- 室戸市

## ホエールウォッチング

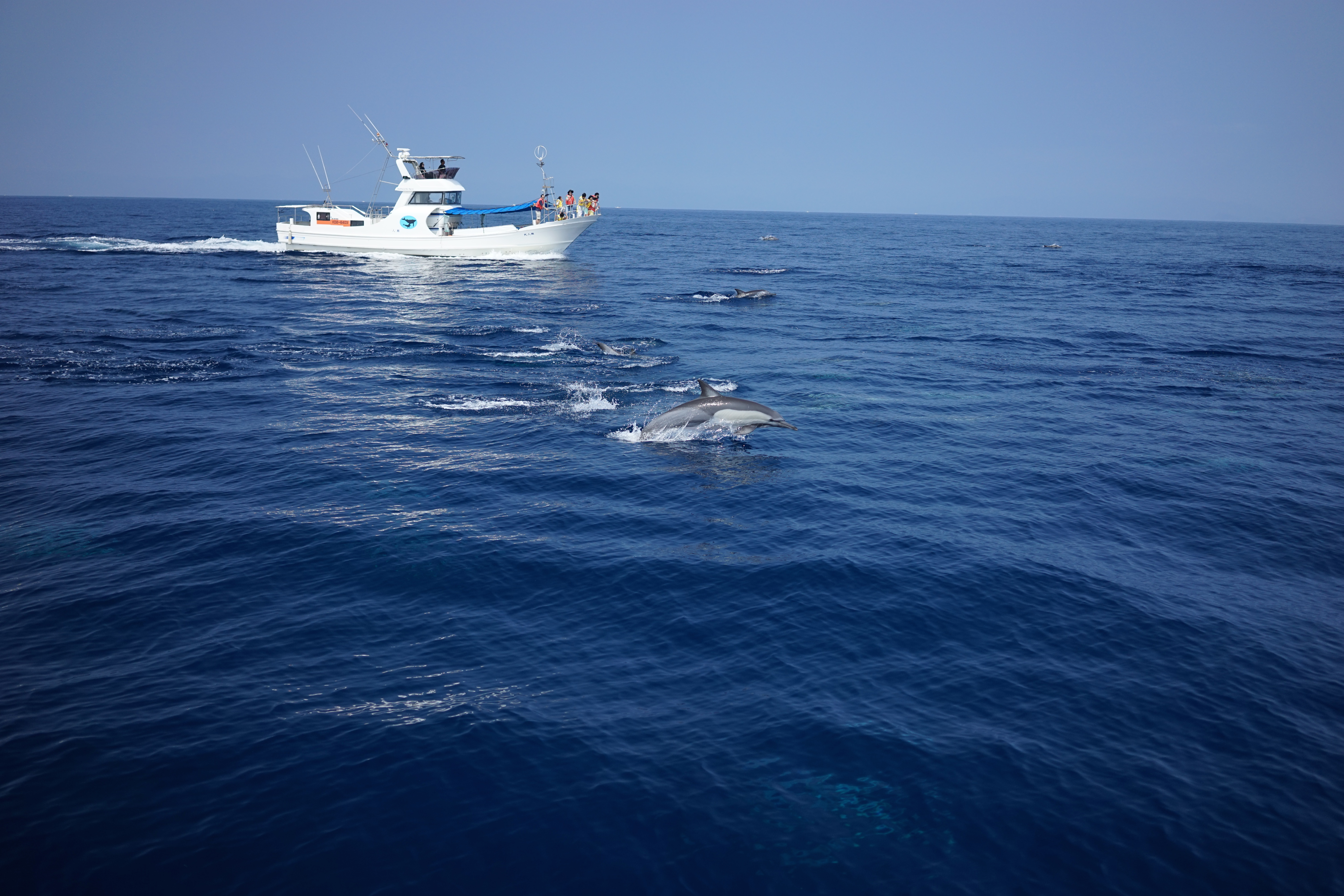
ウォッチング船とハセイルカの群れ

黒潮が近海を流れる土佐湾周辺では古来から捕鯨事業が盛んであったとされ、沿岸周辺を回遊するクジラやイルカを陸上から発見し捕獲してきた。近年ではホエールウォッチングが行われている。湾の東西部である室戸市と黒潮町の沖合いを黒潮が流れ、また、大陸棚が広がる浅海である湾西部と、陸近くまで深い海溝が接近する湾東部の室戸岬では、観察できる種類に違いがある。湾西部にはニタリクジラ（沖合いに生息する同種とは形態や行動に差があることから、同湾のクジラは「カツオクジラ」ではないかとも推測されている）が頻繁に現れ、その中には回遊をせずに土佐湾に定住する個体も存在することが判明している。個体識別研究の結果、現在50頭あまりの鯨が同湾に定住するとされている。室戸沖では、深海部を好むマッコウクジラやコビレゴンドウが春先に、その他回遊性の種類も観察可能である。オキゴンドウやハナゴンドウ、ハセイルカやハンドウイルカは両海域においても多く観察される。なお、歴史的に土佐湾で多く捕獲されてきたのはセミクジラやコククジラ、ザトウクジラやシロナガスクジラなどの大型のヒゲクジラ類であった。